# Сердегівська сільська рада
Сердегі́вська сільська́ ра́да — адміністративно-територіальна одиниця та орган місцевого самоврядування у Шполянському районі Черкаської області. Адміністративний центр — село Сердегівка.

## Загальні відомості
- Населення ради: 331 особа (станом на 2001 рік)

## Населені пункти
Сільській раді підпорядковані населені пункти:
- с. Сердегівка

## Склад ради
Рада складається з 12 депутатів та голови.
- Голова ради: Зеленько Людмила Миколаївна
- Секретар ради: Лазюк Людмила Миколаївна

### Керівний склад попередніх скликань
| Прізвище, ім'я, по батькові | Основні відомості                                                                       | Дата обрання | Дата звільнення |
| --------------------------- | --------------------------------------------------------------------------------------- | ------------ | --------------- |
| Зеленько Людмила Миколаївна | Сільський голова, 1968 року народження, освіта середня спеціальна, позапартійна         | 26.03.2006   | 31.10.2010      |
| Зеленько Людмила Миколаївна | Сільський голова, 1968 року народження, освіта середня спеціальна, член Партії регіонів | 31.10.2010   |                 |

Примітка: таблиця складена за даними сайту Верховної Ради України

### Депутати
За результатами місцевих виборів 2010 року депутатами ради стали:

#### За суб'єктами висування
| Суб'єкт висування | Кількість обраних депутатів | %    |
| ----------------- | --------------------------- | ---- |
| Партія регіонів   | 11                          | 91,7 |
| Самовисування     | 1                           | 8,3  |

#### За округами
| № округу        | Прізвище, ім'я, по батькові    | Дата визнання обраним | Освіта             | Партійна приналежність | Відомості про обраного депутата                |
| --------------- | ------------------------------ | --------------------- | ------------------ | ---------------------- | ---------------------------------------------- |
| Партія регіонів |                                |                       |                    |                        |                                                |
| 1               | Голобор Микола Микойович       | 03.11.2010            | вища               | позапартійний          | тимчасово не працює                            |
| 2               | Турченюк Андрій Васильович     | 03.11.2010            | середня            | позапартійний          | пенсіонер                                      |
| 3               | Зеленько Володимир Миколайович | 03.11.2010            | середня спеціальна | позапартійний          | приватний підприємець                          |
| 4               | Дегтярьов Олександр Вікторович | 03.11.2010            | середня            | позапартійний          | ЗАТ ім. Шевченка с. Терешки, різноробочий      |
| 5               | Присяжна Лідія Дмитрівна       | 03.11.2010            | середня            | позапартійна           | пенсіонер                                      |
| 6               | Грисюк Василь Михайлович       | 03.11.2010            | середня            | позапартійний          | пенсіонер                                      |
| 7               | Смовженко Валентин Григорович  | 03.11.2010            | середня спеціальна | позапартійний          | приватний підприємець                          |
| 8               | Скрипник Андрій Григорович     | 03.11.2010            | середня            | позапартійний          | приватний підприємець                          |
| 9               | Зеленько Алла Олександрівна    | 03.11.2010            | середня спеціальна | позапартійна           | Сердегівська сільська рада, головний бухгалтер |
| 10              | Лазюк Людмила Миколаївна       | 03.11.2010            | вища               | позапартійна           | Сердегівська сільсьради, секретар              |
| 12              | Єрофеєв Юрій Іванович          | 03.11.2010            | середня            | позапартійний          | будівельник                                    |
| Самовисування   |                                |                       |                    |                        |                                                |
| 11              | Ткачук Олександр Михайлович    | 02.01.2011            | вища               | член Партії регіонів   | Приватне фермерське господарство, фермер       |